# Ribeirão Vermelho
Ribeirão Vermelho is een gemeente in de Braziliaanse deelstaat Minas Gerais. De gemeente telt 3.938 inwoners (schatting 2009).

## Aangrenzende gemeenten
De gemeente grenst aan Lavras en Perdões.